# Велики транспорт
Велики транспорт је југословенски филм из 1983. године који је режирао Вељко Булајић.

## Кратак садржај
Истинити догађаји из Другог светског рата када је Главни штаб народноослободилачке војске Војводине одлучио да исцрпљеним бригадама у Босни упути појачање од преко хиљаду младића и девојака, добровољаца, а са њима храну, одећу и санитетски материјал. Тада, у пролеће 1943. године, широком војвођанском равницом, кроз обруче и заседе, преко река и пруга, на пут дуг триста километара, кренула је непрегледна колона названа „велики транспорт“.
Партизански конвој креће на пут под заповједништвом Павла Парошког, уз којег је његова дјевојка, учитељица Дуња, док је за медицинску помоћ задужен доктор Емил Ковач. Конвоју се на опасном походу придружују и британски мајор Мајсон те његов везист Дани, који су послани да успоставе везу с партизанима...

## Улоге
| Глумац                   | Улога                 |
| ------------------------ | --------------------- |
| Џејмс Френсискус         | Џон Мејсон            |
| Стив Рејлсбек            | Павле Парошки         |
| Роберт Вон               | Др. Емил Ковач        |
| Едвард Алберт            | Дени                  |
| Џозеф Кампанела          | Немачки мајор         |
| Хелмут Бергер            | Пуковник Гласендорф   |
| Велимир Бата Живојиновић | Коста                 |
| Драгана Варагић          | Учитељица Дуња        |
| Звонко Лепетић           | Баћа                  |
| Љиљана Благојевић        | Драгана               |
| Тихомир Арсић            | Јоцика                |
| Драгомир Фелба           | Тима                  |
| Душан Јанићијевић        | Командант Милош       |
| Драган Бјелогрлић        | Бора                  |
| Јорданчо Чевревски       | Немачки заробљеник    |
| Миодраг Лончар           |                       |
| Марија Васиљевић         |                       |
| Јелица Бјели             |                       |
| Олга Војновић            |                       |
| Вања Драх                | Др. Емил Ковач (глас) |
| Марко Николић            | Павле Парошки (глас)  |
| Петер Карстен            | Немачки мајор (глас)  |